# Schizachyrium delavayi
Schizachyrium delavayi là một loài thực vật có hoa trong họ Hòa thảo. Loài này được (Hack.) Bor miêu tả khoa học đầu tiên năm 1938.